# Nikol Rubanovich
Nikol Bella Rubanovich (en hebreo: ניקול בלה רובנוביץ'‎; 9 de mayo de 1998) es una deportista israelí que compite en halterofilia. Ganó una medalla de plata en el Campeonato Europeo de Halterofilia de 2024, en la categoría de 76 kg.

## Palmarés internacional
| Campeonato Europeo | Campeonato Europeo | Campeonato Europeo | Campeonato Europeo |
| Año                | Lugar              | Medalla            | Categoría          |
| ------------------ | ------------------ | ------------------ | ------------------ |
| 2024               | Sofía (Bulgaria)   | Medalla de plata   | 76 kg              |